# Costanza Sforza di Santa Fiora

Stemma Sforza

Costanza Sforza di Santa Fiora (settembre 1558 – Sora, 22 gennaio 1617) fu duchessa di Sora e moglie dal 1576 di Giacomo Boncompagni, marchese di Vignola e duca di Sora.

## Biografia
Figlia di Sforza I Sforza e di Caterina Nobili, era nipote diretta di Costanza Farnese, figlia del papa Paolo III, si interessò attivamente insieme al marito dell'amministrazione del ducato di Sora, ricevuto in donazione dal suocero Gregorio XIII. Risiedendo presso Isola di Sora (oggi Isola del Liri), abbellì il castello ducale con la realizzazione di un parco e commissionando una galleria interna di pregevoli stucchi raffiguranti con bassorilievi le città del ducato di Sora. Dedita ad incentivare le arti e la cultura, istituì nel 1614 a Sora uno dei primi collegi gesuitici dell'attuale provincia di Frosinone, il cui edificio oggi ospita la sede del municipio. Fece edificare per i gesuiti anche la chiesa di Santo Spirito, nell'omonima piazza a Sora.

## Discendenza
Fu madre di dodici figli:
- Scolastica (1577 - 9 maggio 1647), monaca in S. Paolo a Milano;
- Camilla (30 settembre 1579 - ottobre 1588);
- Giovanna (morta in tenera età);
- Veronica (1584 - 23 novembre 1609), monaca in S. Paolo a Milano;
- Giulia (1586 - 4 aprile 1622); sposò nel 1605 Giovanni de Guevara, II duca di Bovino (m. 30 gennaio 1631[3]);
- Ugo (22 gennaio 1587 - 19 aprile 1602), marchese di Vignola;
- Sforza (10 novembre 1588 - 1589);
- Gregorio (1590 - 1628), succedette al padre;
- Camilla (1591 - 15 gennaio 1631), monaca in S. Cecilia a Roma;
- Sforza (27 dicembre 1592 - 10 gennaio 1669);
- Giovanni (28 settembre 1594 - 13 maggio 1634);
- Francesco (1596 - 1641), cardinale.

## Fama
A lei fu dedicato da Fabrizio Caroso un balletto contenuto nell'opera Nobiltà di Dame.
ET ECCELL.MA SIG.

COSTANZA SFORZA

BUONCOMPAGNA

DUCHESSA DI SORA.
Ecco Costanza Sforza, ecco le rare

Vostre virtù divine, alte ne i Cori

Passano accese d'immortali ardori,

E serban sempre Vostre fiamme chiare;

Ben può l'avaro tempo consumare

Il ferro, e l'opre de'più gran Scultori;

Ma non può già de'Vostri eterni honori

La Gloria viva estinguer', ò mancare.

Beata dunque, che schernite l'ira

Del Tempo; e Lethe non può torre al Vostro

Nome, quel grado, che più quà giù s'ama,

Sì, ch'ei non s'alzi, ove con lodi aspira

Per quel sentiero, che virtù l'hà mostro

à far' eterna la sua chiara Fama.
AMOR COSTANTE

BALLETTO

IN LODE DELL'ILL.MA ET ECC.MA SIG.

COSTANZA SFORZA BUONCOMPAGNA

DUCHESSA DI SORA.
...»
(Fabrizio Caroso, Amor costante, da Nobiltà di Dame)